# Илия Сливков
Илия Попйонков Сливков е български офицер (генерал-майор) и военен юрист, началник на Военно-съдебната част.

## Биография
Илия Сливков е роден на 10 януари 1882 г. в Трявна. През 1903 г. завършва Военното на Негово Княжеско Височество училище в София, а впоследствие и Военноюридическа академия. Служи в осемнадесети пехотен етърски полк. Бил е следовател при Пловдивския военен съд. По-късно е председател на Врачанския полеви военен съд и прокурор при Военния касационен съд. Уволнява се на 29 юли 1919 г. като подполковник. По-късно се завръща към военно-съдебната систма. През 1928 г. е произведен в чин полковник, а от 1935 г. е генерал-майор.
Генерал-майор Илия Сливков умира през 1952 г. в София.

## Награди
- Орден „Св. Александър“ III степен
- Орден „Св. Александър“ IV степен
- Народен орден „За военна заслуга“ III степен
- Народен орден „За военна заслуга“ IV степен
- Орден „За заслуга“ (Фердинанд)
- Орден “За заслуга“ (Цар Борис)
- Кръст „За X години отлична служба“
- Орден „Св. Сава“ III степен (Кралство Сърбия)

## По-важни трудове
- „Мисли по Закона за защита на държавата“ (1925)
- „Дисциплинарната отговорност от научно гледище“ (1927)
- „Военно-съдебна дейност в нашите войскови части“ (1928)
- „Военно-углавно право (обща част) (1929)
- „Военно-углавно право (лекции) (1929)

## Военни звания
- Подпоручик (1903)
- Поручик (1906)
- Капитан (1910)
- Майор (30 май 1916)
- Подполковник (30 май 1918)
- о. з. Полковник (1928)
- о. з. Генерал-майор (1935)